# のんちゃんの手のひら
『のんちゃんの手のひら』（のんちゃんのてのひら）は、金子節子による日本の漫画作品。

## 概要
双葉社刊『jourすてきな主婦たち』2003年9月号より連載開始。単行本は全10巻。
ダウン症と自閉症。子供の症状こそ違えど戸部けいこ作の『光とともに…』と並ぶ、数少ない障害児の育児漫画である。『光とともに…』同様に障害を持つ子に対する家族&親族の愛情や葛藤、日常生活の大変さ、日本におけるノーマライゼーションの問題等などが描かれている。
5巻に読み切りの短編『蒼ざめた庭』が掲載されている。

## 登場人物

### 安達家
歯科医の安達和也と専業主婦の有希夫妻は結婚6年目であるが、をして未だ子供に恵まれない。義母・燿子からは「外孫ばかりで、内孫（嫡孫）がないってのはねぇ」と暗に早く子を産めと言わんいばかりのプレッシャーをかけられている。
安達 有希（あだち ゆき）
主人公。旧姓：山口。長女・乃梨子とその弟・拓也の母親。結婚して6年目が経つが、女性ホルモンのバランスが悪いうえに卵管、頸管粘液にも問題を抱えており非常に妊娠しにくい体質のせいか不妊治療を3年続けているが、なかなか子供に恵まれないでいた。
安達 和也（あだち かずや）
有希の夫で歯科医。　
安達 乃梨子（あだち のりこ）
主人公
好物：チーズケーキとハンバーグ
のんちゃんの愛称で親しまれている
安達 拓也（あだち たくや）

安達 燿子（あだち ようこ）

安達 和也の父（あだち かずやのちち）

### 山口家
安達 有希の母（あだち ゆきのはは）

### 病院関係
長沢（ながさわ）

森田（もりた）

原田（はらだ）

山田（やまだ）

### こども療育支援センター・つくしんぼ園
山田 佳美（やまだ よしみ）

山田 勇太（やまだ ゆうた）

大倉 洋樹の母（おおくら ひろきのはは）

大倉 洋樹（おおくら ひろき）

### こぐま幼稚園
西沢姉弟の母（にしざわ きょうだいのはは）

西沢 奈津美（にしざわ なつみ）

西沢 明人（にしざわ あきと）

谷川 由宇の母（たにがわ ゆうのはは）

谷川 由宇（たにがわ ゆう）

谷川 由宇の父（たにがわ ゆうのちち）

大木（おおき）

くりた ゆうじ

細野 道枝（ほその みちえ）
こぐま幼稚園の園長。
瀬戸 はるみ（せと はるみ）
こぐま幼稚園の先生。
井上 愛子（いのうえ あいこ）
こぐま幼稚園の先生で細野道枝の娘。

### 市立南台小学校
相川 洋子（あいかわ ようこ）
市立南台小学校のベテラン教師で乃梨子が1年生時の担任。

### その他
沙織（さおり）

正樹（まさき）

悠斗（ゆうと）

成沢（なるさわ）